# Лёгкая промышленность

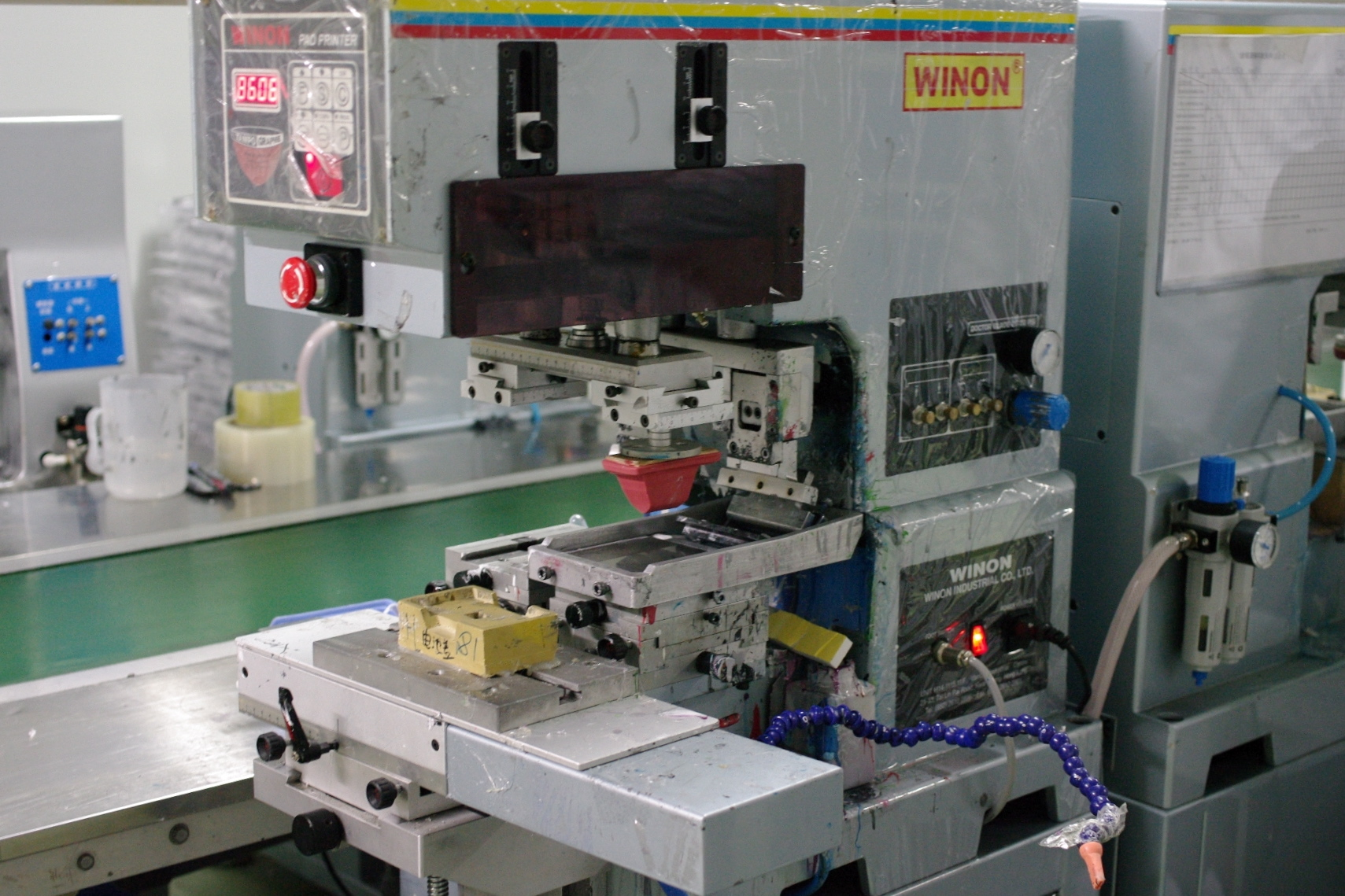
Типичное производственное устройство лёгкой промышленности

Лёгкая промышленность — совокупность отраслей промышленности, производящих главным образом предметы массового потребления из различных видов сырья. Лёгкая промышленность занимает одно из важных мест в производстве валового национального продукта и играет значительную роль в экономике страны.

## Особенности
Лёгкая промышленность осуществляет как первичную обработку сырья, так и выпуск готовой продукции. Предприятия лёгкой промышленности производят также продукцию производственно-технического и специального назначения, которая используется в мебельной, авиационной, автомобильной, химической, электротехнической, пищевой и других отраслях промышленности.
Одной из особенностей лёгкой промышленности является быстрая отдача вложенных средств. Технологические особенности отрасли позволяют осуществлять быструю смену ассортимента выпускаемой продукции при минимуме затрат, что обеспечивает высокую мобильность производства.

## Подотрасли
Лёгкая промышленность объединяет несколько подотраслей:
1. Текстильная.
  1. Хлопчатобумажная.
  2. Шерстяная.
  3. Шёлковая.
  4. Льняная.
  5. Пенько-джутовая.
  6. Трикотажная.
  7. Валяльно-войлочная[1].
  8. Сетевязальная.
2. Швейная.
3. Кожевенная.
4. Меховая.
5. Обувная.

## Современное состояние в странах СНГ
В 1990-е годы произошёл значительный спад производства изделий лёгкой промышленности, вклад которой в структуру ВВП страны уменьшился с 11,9 % (1990) до 1,4 % (2003), хотя затем начался её постепенный рост. Открытие рынка привело к массовому притоку дешёвых импортных товаров. Продукция лёгкой промышленности оказалась неконкурентоспособной по сравнению с иностранными производителями, особенно с Китаем. Распад СССР усложнил поставки сырья из бывших советских республик, в наибольшей степени для хлопчатобумажной промышленности, поскольку хлопчатник в России из-за её природно-климатических условий не выращивается. Похожая ситуация наблюдалась и в лёгкой промышленности Украины.

## В мире
Доля лёгкой промышленности в ВНП начала сокращаться и в других постиндустриальных странах (США, Великобритания). Объясняется это тем, что для увеличения чистой прибыли руководство предприятий лёгкой промышленности стремится перевести производства в страны с дешёвой, социально незащищённой рабочей силой (Индия, Китай, Бангладеш, Пакистан и т. д.). Часто к переводу предприятий в развивающиеся страны их подталкивает и само государство, которое вводит различные ограничения на уровень загрязнения окружающей среды, обязательное медицинское страхование работников, повышает налоги на землю, которой пользуются предприятия. В некоторых странах (Италия, Греция, Франция) упадок лёгкой промышленности отчасти вызван переходом на дорогую валюту (евро), которая сделала товары предприятий мелкой промышленности неконкурентоспособными по сравнению с азиатскими странами и странами Восточной Европы.